# Bostalsee
Der Bostalsee (französisch: Lac de Bostal) ist ein Stausee im Gemeindegebiet von Nohfelden im nördlichen Saarland, der im Jahr 1979 angestaut wurde. Der Staudamm hat eine Länge von 500 m. Der See dient fast ausschließlich der Freizeitnutzung. Die gestaute Wasserkraft wird seit Ende 2013 in geringem Umfang zur Stromerzeugung genutzt, vor allem, um in den Wintermonaten den Rundwanderweg um den See zu beleuchten. Der südwestliche Teil des Sees ist als Naturschutzgebiet ausgewiesen.

## Entstehung
Initiiert wurde das touristische Großprojekt bereits Anfang der 1970er Jahre von dem damaligen Landrat des Kreises St. Wendel, dem späteren saarländischen Ministerpräsidenten Werner Zeyer. Langfristige Perspektive war es, durch den See die touristische Infrastruktur des Landkreises St. Wendel zu stärken und ein erhöhtes Besucheraufkommen zu erzielen. Weiterhin sollte durch die neue Wasserfläche ein Beitrag zur Erweiterung der Naherholungseinrichtungen und zur Verbesserung der ökologischen Verhältnisse bewirkt werden. Um dies alles zu ermöglichen, wurde der damalige Grundbesitzer enteignet.

## Grunddaten
Mit einer Oberfläche von 120 ha (1,2 km²), einem Wasservolumen von acht Millionen m³ und einer maximalen Wassertiefe von 18 m liegt der See auf ca. 400 m ü. NN im Naturpark Saar-Hunsrück bei 49° 34′ N, 7° 4′ O. Es ist damit der größte künstliche Freizeitsee im südwestdeutschen Raum. Am See gelegen sind die Ortschaften Bosen, Eckelhausen, Gonnesweiler und Neunkirchen/Nahe im Landkreis Sankt Wendel, der auch der Betreiber des Freizeitzentrums Bostalsee ist. Die gestauten Gewässer sind die Bos und der Dämelbach.
Der oberste Meter des Stauraums ist Hochwasserschutzraum. Das Dauerstauziel liegt bei 400 m über NN, der Überlauf auf 401 m und das außergewöhnliche Stauziel bei Hochwasser bei 401,75 m über NN. Ab Oktober 2007 wurden umfangreiche Reparaturen an der Staumauer durchgeführt. Im März 2009 ging der See wieder in Betrieb. Die Uferpromenade wurde im August 2009 wieder freigegeben.
Wegen der Bauwerkshöhe des Sperrdamms von mehr als fünf Metern über Talgrund gilt der Bostalsee juristisch und technisch als Talsperre und wird entsprechend durch die Erlaubnisbehören überwacht. Gemäß der Nomenklatur müsste sie als Bosbachtalsperre oder Talsperre Bosen bezeichnet werden. 

## Umgebung – Infrastruktur
Um den See herum führen ein 6,8 km langer Wanderweg und ein 7,2 km langer Radwanderweg, die das touristische Angebot des Freizeitzentrums mit Camping, Segeln, Angeln, Surfen, Tretbootfahren, Schlittschuhlaufen, Beachvolleyball und Strandbad ergänzen. Der Betrieb von Motorbooten (mit Ausnahme weniger Elektroboote und Motorboote der Wasserrettung) ist auf dem See untersagt. Der See ist der Endpunkt der in St. Wendel beginnenden Straße der Skulpturen. Die nächstgelegene Stadt ist St. Wendel.
Das 1979 errichtete Wellenhallenbad „Bosaarium“ wurde 2004 zu einer Veranstaltungshalle umgebaut. Seit dem 26. November 2011 befindet sich in der Halle ein Indoor-Spielplatz.

## Ferienpark
Das französische Unternehmen Pierre et Vacances baute mit seinem Tochterunternehmen Center Parcs und in Kooperation mit verschiedenen öffentlichen Trägern einen Ferienpark am Seeufer zwischen Gonnesweiler und Eckelhausen. Zunächst sollte der Park unter dem Label „Sunpark“ vermarktet werden. Mit Baubeginn im Frühjahr 2011 wurde bekannt, dass der Ferienpark „Center Parcs – Park Bostalsee“ heißen wird. Der Park wurde im Juli 2013 eröffnet und besteht aus 500 Ferienhäusern in sechs Dörfern sowie einer Zentraleinheit mit Tropenerlebnisbad. Für diese bisher größte Tourismusbaumaßnahme im Südwesten wurden rund 130 Millionen Euro investiert, wobei das Saarland einen Teil dieser Summe im Rahmen der öffentlich-privaten Partnerschaft vorfinanzierte. Durch entsprechende langjährige Pachtverträge mit Center Parcs sollen diese Gelder wieder zurückgezahlt werden. Insgesamt sind etwa 300 Arbeitsplätze entstanden.

## Fotos

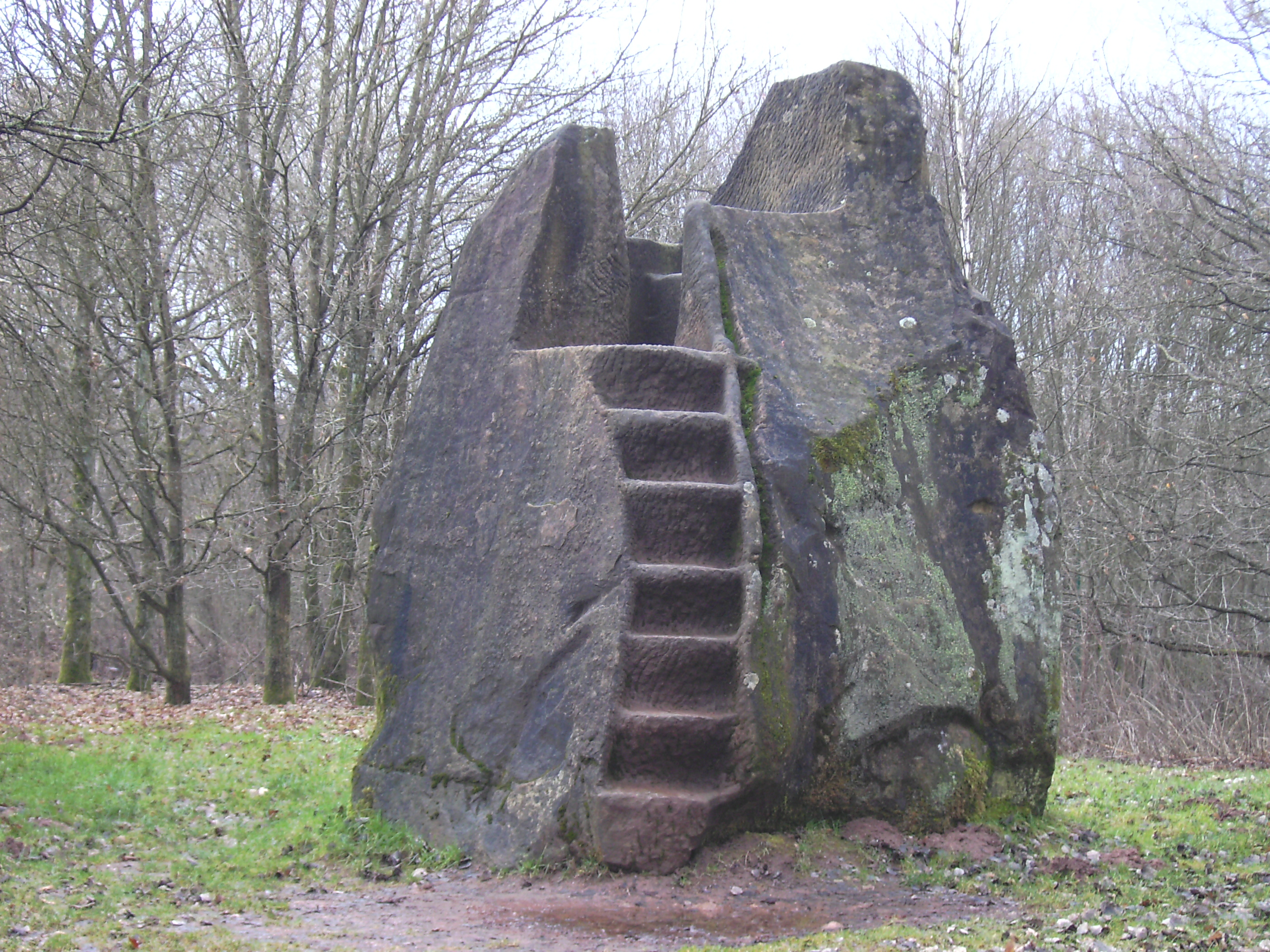
Leo Kornbrust: „Liebesthron“ am Rundwanderweg
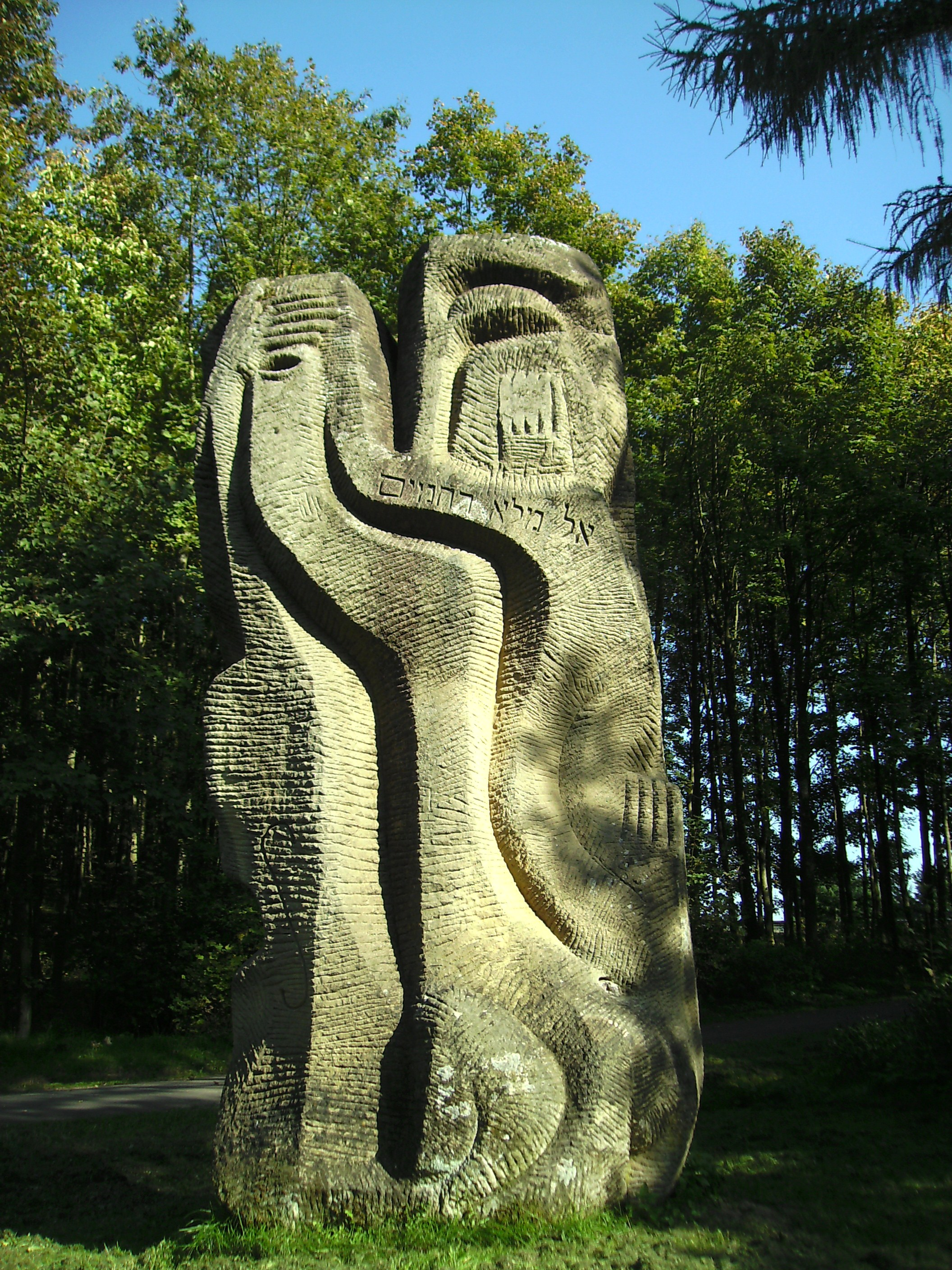
Steinplastik am Rundwanderweg „Requiem für die Juden“ von Shlomo Selinger
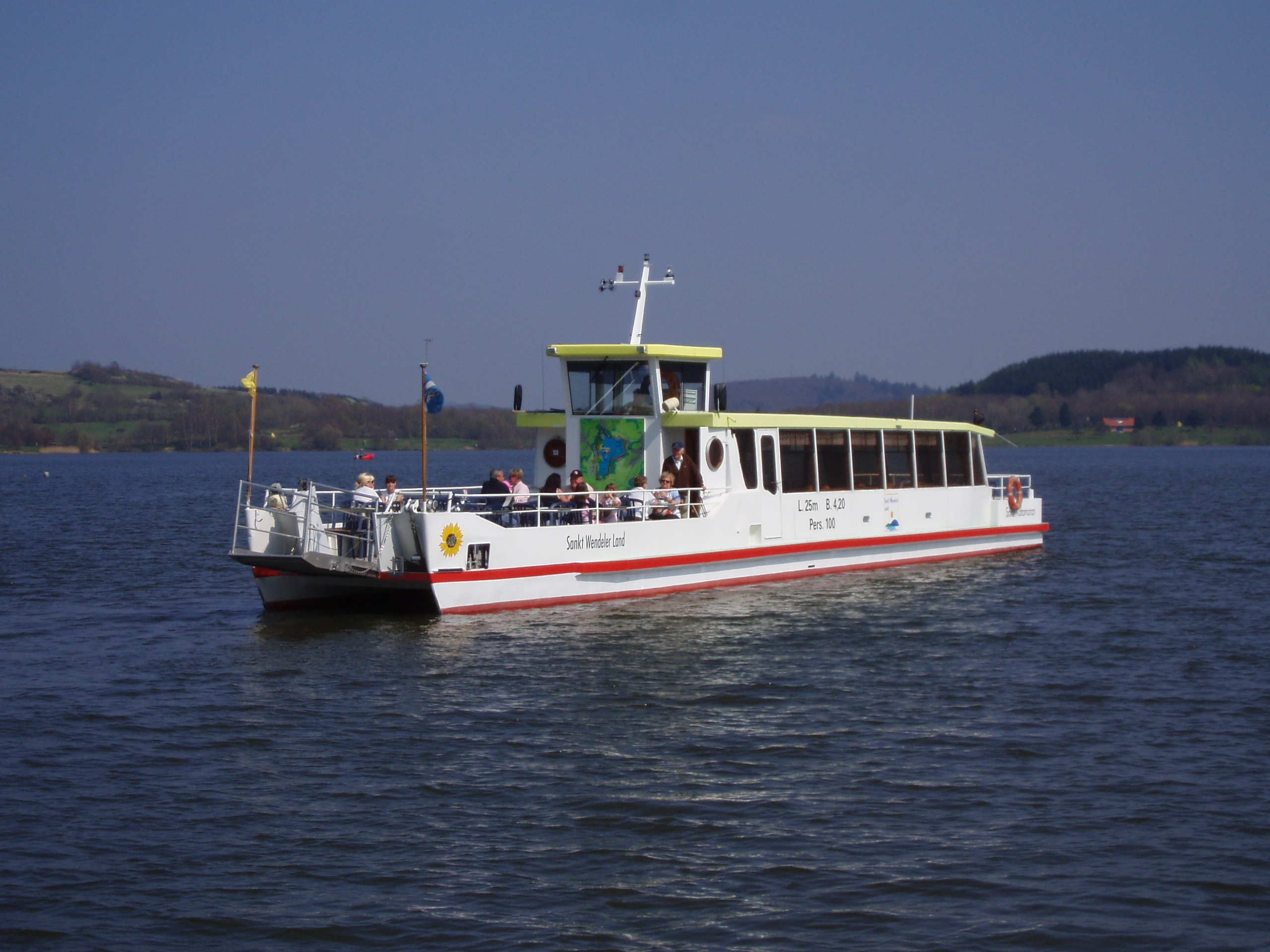
Ehemaliger Solarkatamaran (Inzwischen gibt es ein kleineres Passagierschiff am Bostalsee)
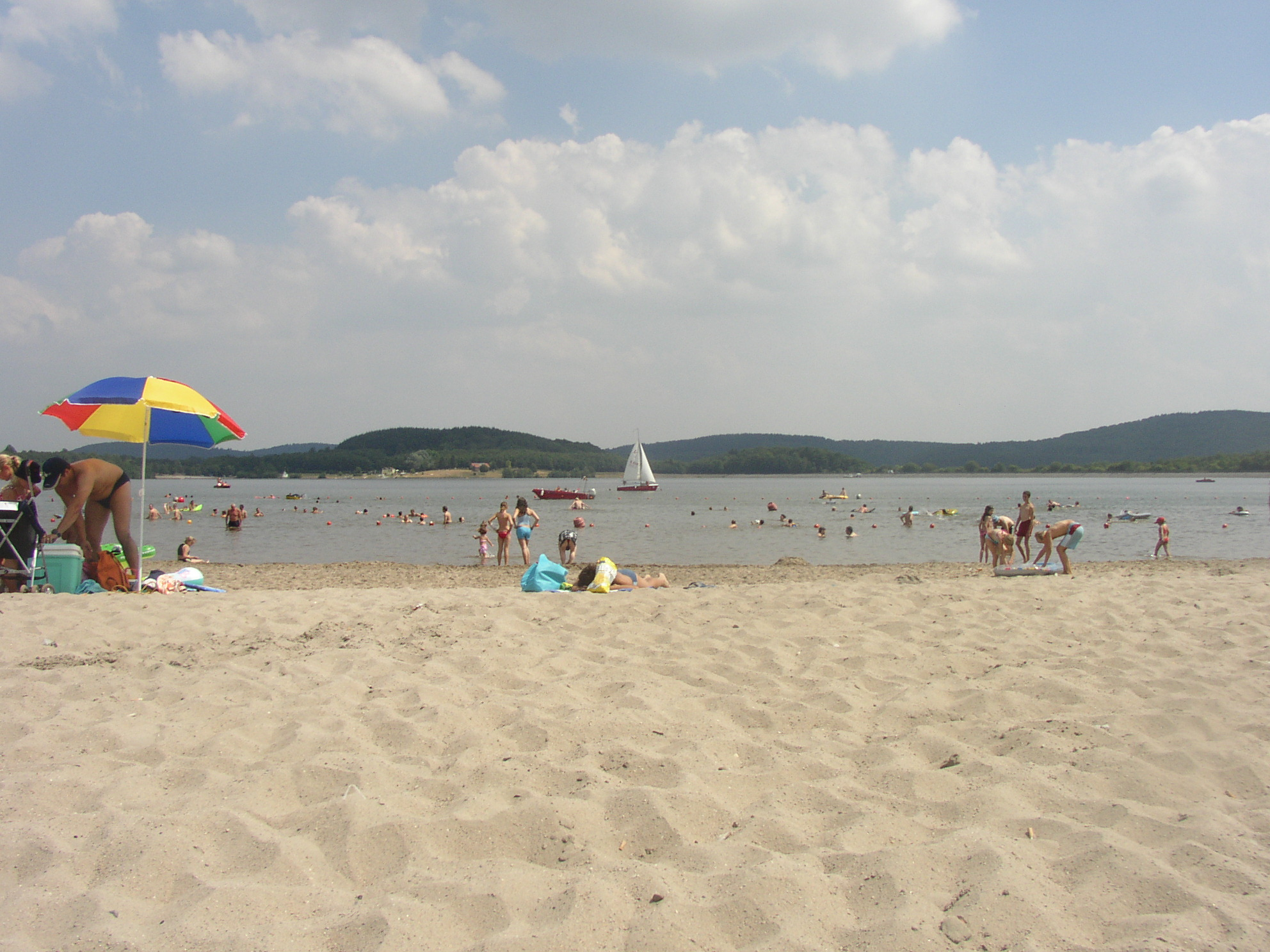
Strand am Bostalsee
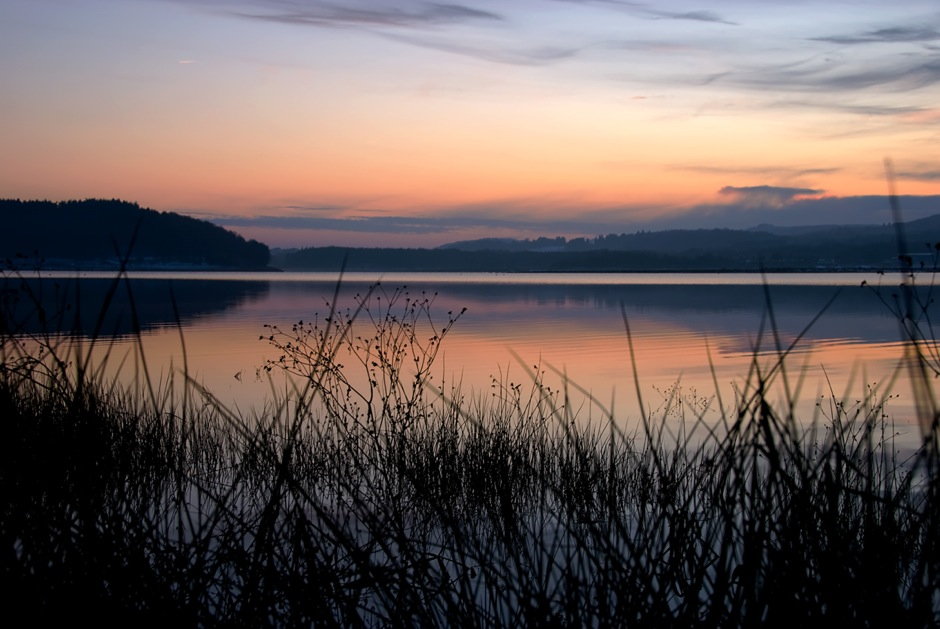
Dämmerung am Bostalsee 2008
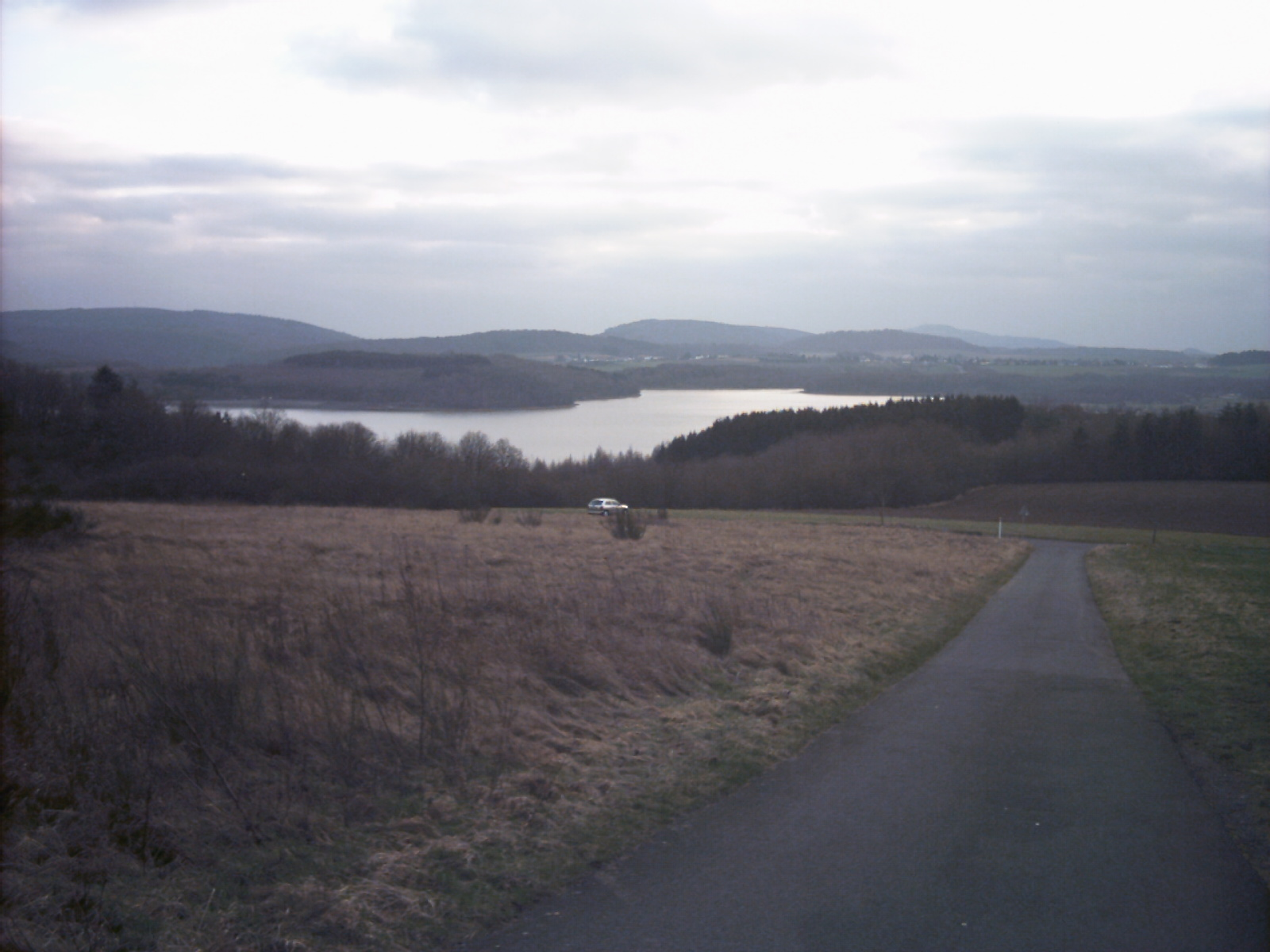
Bostalsee, von Norden her gesehen
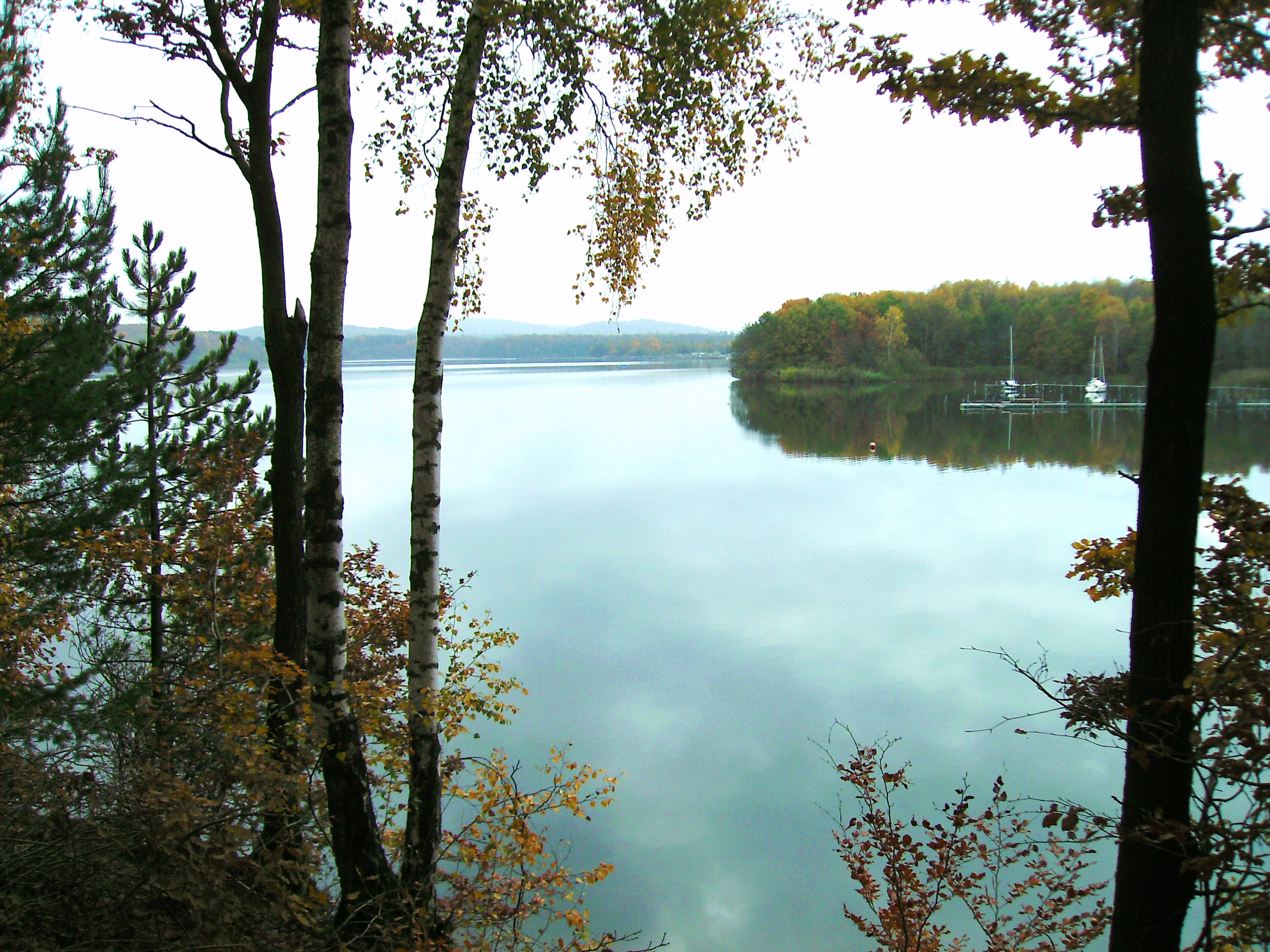
Nordwestufer mit Seglerbasis
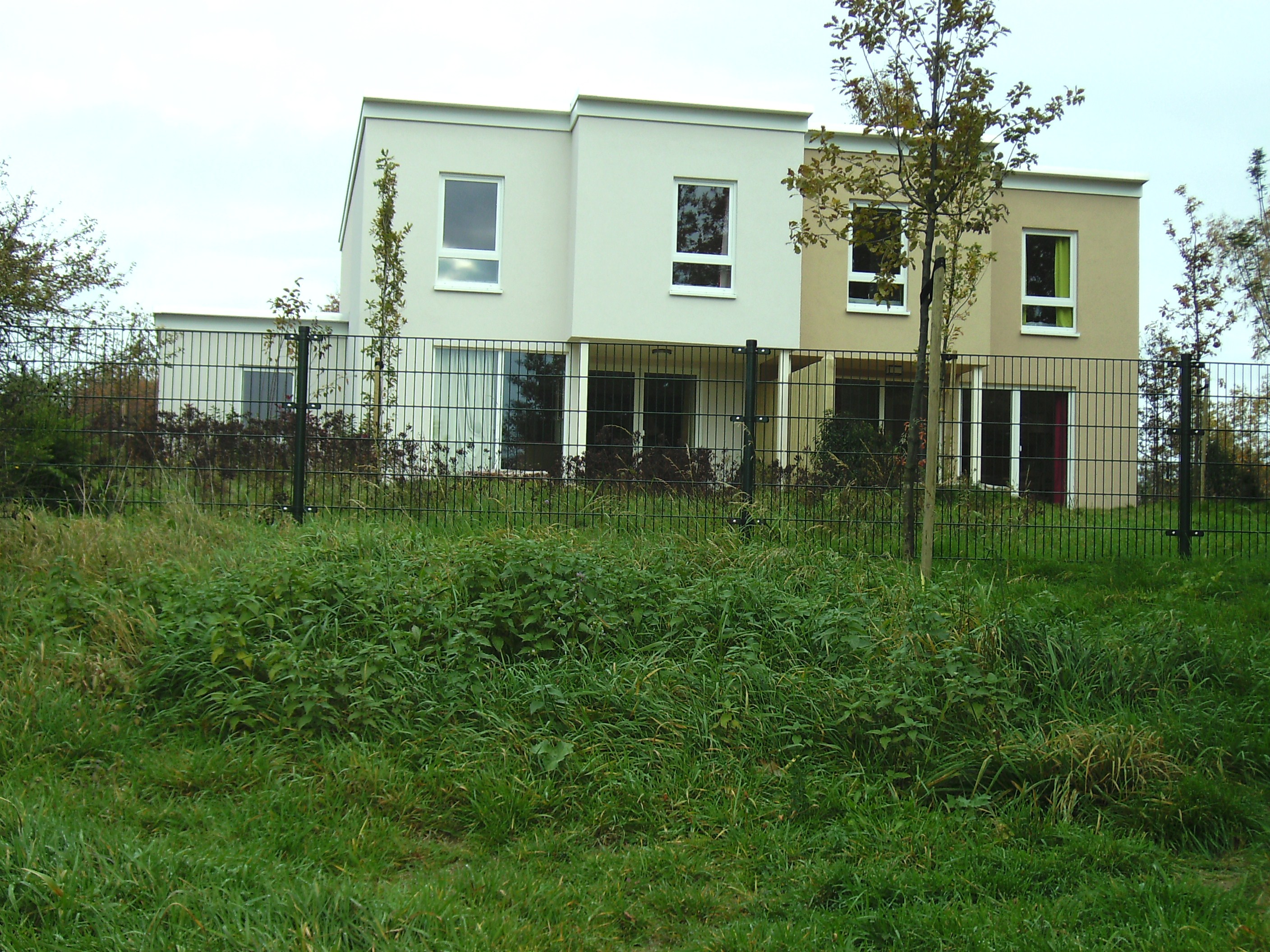
Haus im Ferienpark
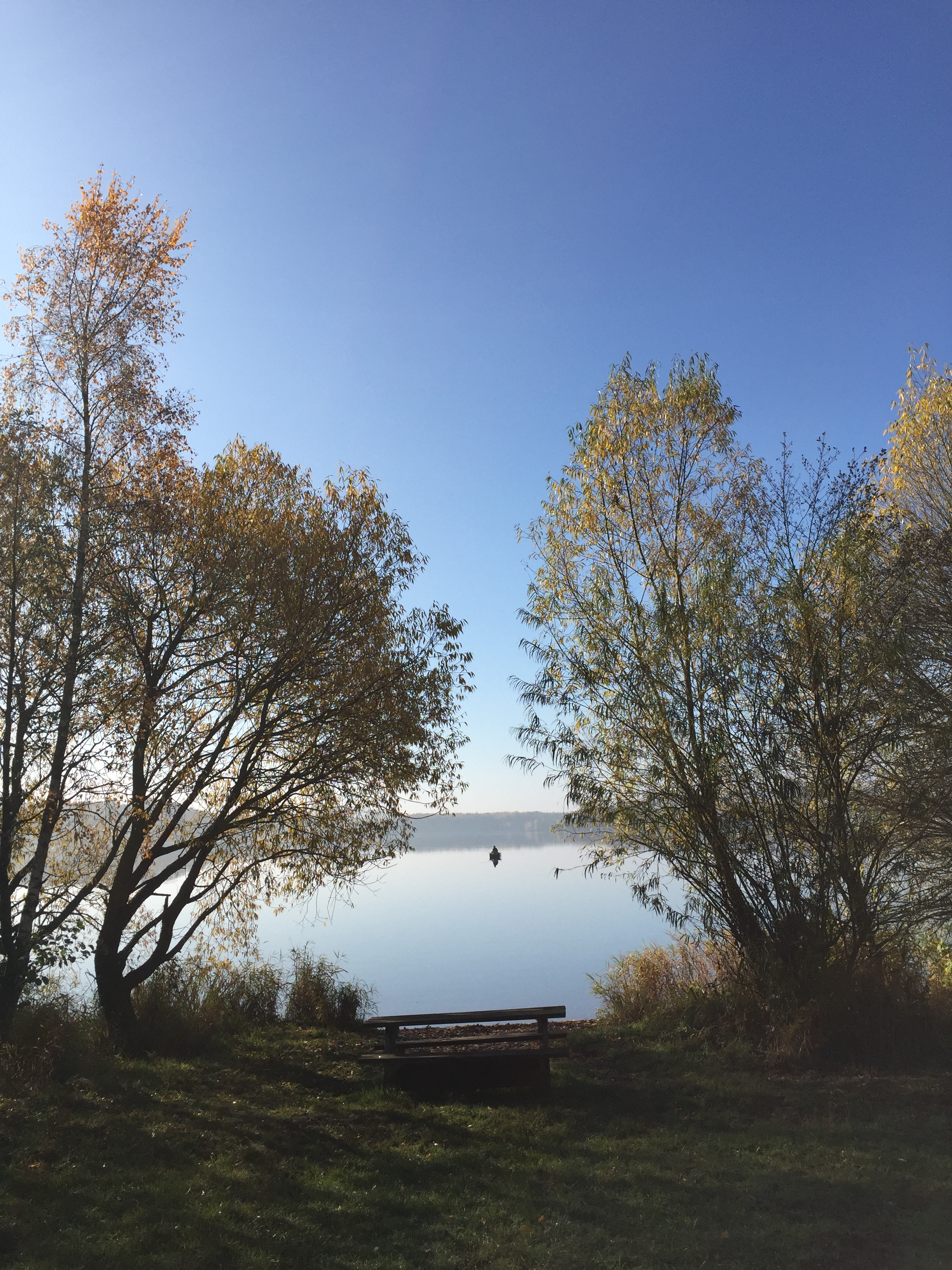
Blick auf den See
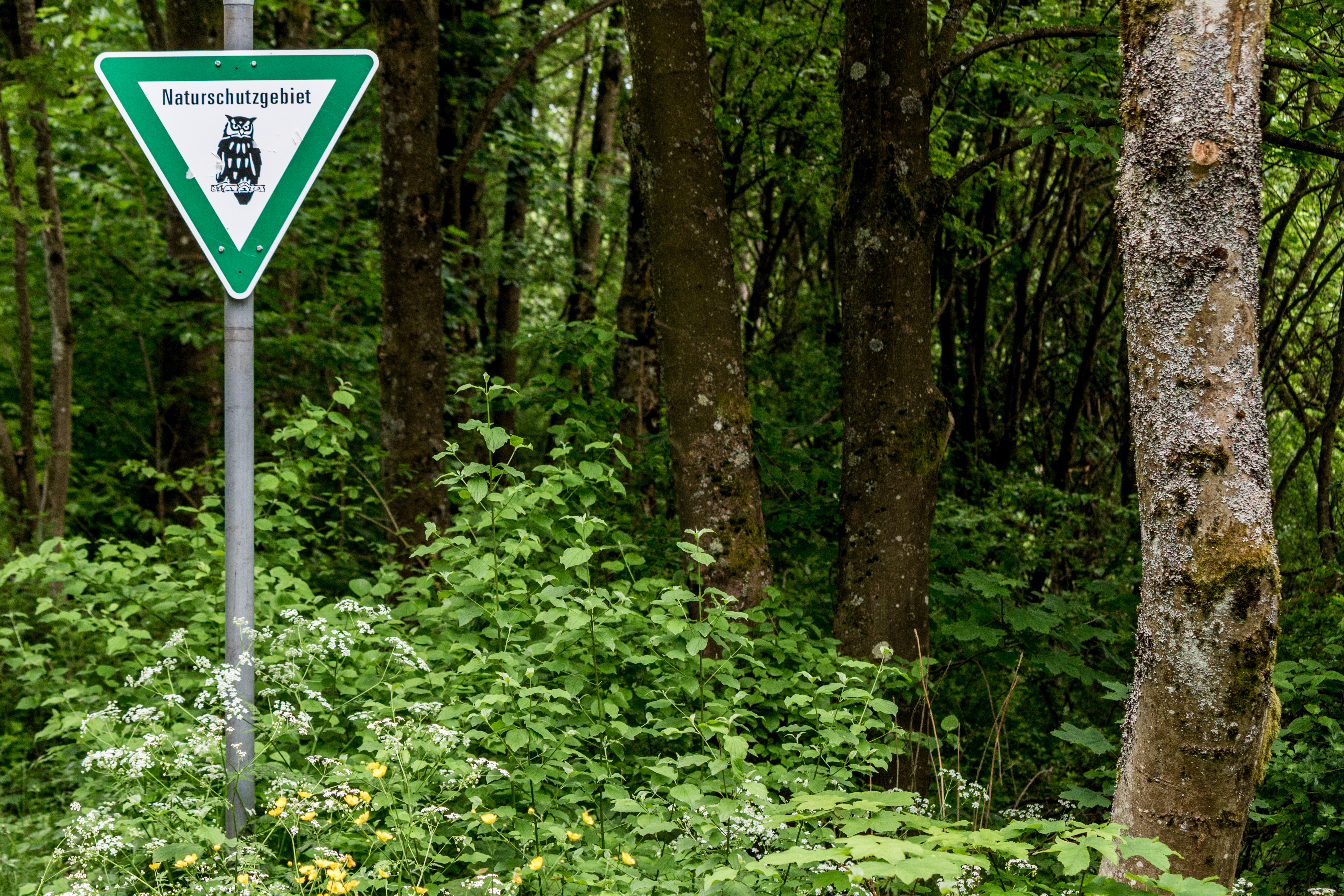
Blick ins Naturschutzgebiet